# Molophilus variitibia
Molophilus variitibia är en tvåvingeart som beskrevs av Alexander 1956. Molophilus variitibia ingår i släktet Molophilus och familjen småharkrankar.
Artens utbredningsområde är Kenya. Inga underarter finns listade i Catalogue of Life.